# 高橋敷
高橋 敷（たかはし おさむ、1929年12月11日-2015年7月6日）は、宇宙物理学者、教育評論家。
大阪府堺市出身。松山高等学校（旧制）卒、京都大学理学部卒、1959年同大学院宇宙物理学博士課程満期退学、小・中・高校教師ののち、宇宙学者・教育研究者として南米、ヨーロッパに招かれ、八年間を過ごす。ペルー中部大学教授（教育学）、ベネズエラ東部大学教授（理学部）を務め、その体験に基づいた『みにくい日本人』がベストセラーとなる。のち大阪府教育研究所。東海学園大学教授を務めた。

## 著書
- 『みにくい日本人　太陽の国・ペルーからの報告』原書房 1970
- 『家庭の中の日本人』原書房 1971
- 『日本のママ・世界のママ みにくいママとすてきなママ』三晃書房 家庭教育選書 1971
- 『世界のサラリーマン あなたの働き方を変える本』エール出版社 1972
- 『外国人の働き方 人間らしく生きる方法の提案』エール出版社 1973
- 『はずかしい日本人 海外旅行への提言』PHP研究所 1973
- 『勉強好きの子にする本 勉強嫌い・学校嫌いはこうすれば治る』エール出版社 1974
- 『じぶんでみつけるりか 1』黒田クロ画 有文社 1975
- 『日本の家庭世界の家庭』三晃書房 1976
- 『ママの勉強作戦』有文社 1976
- 『しつけを見直そう』第三文明社 灯台ブックス 1978
- 『新しいしつけの本 世界の家庭から』家の光協会 1979
- 『自立への子育て ひとり立ちをどう見守るか』朱鷺書房 1981
- 『遊ぶ力と生きる力 伸びる芽をどう育てるか』朱鷺書房 1989
- 『ことばが変れば子どもも変る ひとことの大切さ』朱鷺書房 1994

### 共著
- 『日本人とドイツ人 ドイツ家庭教育に学ぶもの』松原久子・F.フロイント共著 三晃書房 1974
- 『子どもに困ったときの本』井上敏明共著 家の光協会 1983